# الملعب الميداني إيه بي بي
الملعب الميداني إيه بي بي هو ملعب كرة قدم يقع بمدينة ماتولا، مابوتو في موزمبيق، و هو المحتضن لمباريات المنتخب الموزمبيقي لكرة القدم و يتسع لـ3000 متفرج.

## روابط خارجية
- صفحة الملعب في موقع Soccerway
- صفحة الملعب في موقع FastScore